# Herbert Schmidt (Mediziner)
Herbert Schmidt (* 6. April 1892 in Leipzig; † 16. Februar 1975 in Hamburg) war ein deutscher HNO-Arzt sowie Hochschullehrer.

## Leben
Der gebürtige Leipziger Herbert Schmidt wandte sich nach abgelegtem Abitur einem Studium der Medizin zu, das er mit dem Erwerb des akademischen Grades eines Dr. med. abschloss. Herbert Schmidt erhielt in der Folge von 1925 bis 1931 eine HNO-Facharztausbildung in Graz und als Schüler von Prof. Johannes Zange in Jena, bis er mit der Leitung der Städtischen HNO-Klinik in Danzig betraut wurde. Nach der Gründung der 
Staatlichen Akademie für praktische Akademie übernahm er 1934 den HNO-Lehrstuhl, den er bis Ende des Zweiten Weltkriegs ausfüllte.
Danach übersiedelte Schmidt nach Hamburg, wo ihm die Chefarztstelle der HNO-Abteilung am Allgemeinen Krankenhaus Altona übertragen wurde, die er bis zu seinem Eintritt in den Ruhestand 1958 innehatte. Herbert Schmidt verstarb 1975 wenige Monate vor Vollendung seines 83. Lebensjahres in Hamburg. Schmidt setzte einen wissenschaftlichen Schwerpunkt auf die Pathologische Anatomie in der HNO-Heilkunde.

## Schriften
- Über den Alterstod der Biene, In: Jenaische Zeitschrift für Naturwissenschaft. Band 59, 1923
- Über Pseudonasenrachenfibrome, In: Passow-Schaefers Beiträge zur Anatomie, Physiologie, Pathologie und Therapie des Ohres, der Nase und des Halses. Band 27, 1929
- Mediastinales Halsemphysem nach Halsoperationen, In: Passow-Schaefers Beiträge zur Anatomie, Physiologie, Pathologie und Therapie des Ohres, der Nase und des Halses. Band 28, 1931
- Die Erkältung als Krankheitsursache, In: Danziger Ärzteblatt. 1936
- Osteomyelitis der platten Schädelknochen, insbesondere des Stirnbeins. Vogel, 1937